# Zimowe Igrzyska Paraolimpijskie 1994
VI Zimowe Igrzyska Paraolimpijskie odbyły się w norweskiej miejscowości Lillehammer w dniach 10 - 19 marca 1994.

## Dyscypliny
Rozegrano konkurencje w 5 dyscyplinach:
- Biathlon
- Biegi narciarskie
- Hokej na lodzie na siedząco
- Łyżwiarstwo szybkie na siedząco
- Narciarstwo alpejskie

## Państwa biorące udział w VI ZIP
| - Australia - Austria - Belgia - Białoruś - Bułgaria - Czechy - Dania - Estonia - Finlandia - Francja - Hiszpania | - Holandia - Islandia - Japonia - Kanada - Kazachstan - Korea Południowa - Liechtenstein - Litwa - Łotwa - Niemcy - Nowa Zelandia | - Norwegia - Polska - Rosja - Słowacja - Stany Zjednoczone - Szwecja - Szwajcaria - Wielka Brytania - Włochy |

## Klasyfikacja medalowa
| Klasyfikacja medalowa |                   |       |        |      |       |
| Pozycja               | Państwo           | Złoto | Srebro | Brąz | Razem |
| 1                     | Norwegia          | 29    | 22     | 13   | 64    |
| 2                     | Niemcy            | 25    | 21     | 18   | 64    |
| 3                     | Stany Zjednoczone | 24    | 12     | 7    | 43    |
| 4                     | Francja           | 14    | 6      | 11   | 31    |
| 5                     | Rosja             | 10    | 12     | 8    | 30    |
| 6                     | Austria           | 7     | 16     | 12   | 35    |
| 7                     | Finlandia         | 7     | 6      | 11   | 24    |
| 8                     | Szwecja           | 3     | 3      | 2    | 8     |
| 9                     | Australia         | 3     | 2      | 4    | 9     |
| 10                    | Nowa Zelandia     | 3     | 0      | 3    | 6     |